# Heterotis sylvestris
Heterotis sylvestris är en tvåhjärtbladig växtart som först beskrevs av Jacq.-fél., och fick sitt nu gällande namn av Jacq.-fél.. Heterotis sylvestris ingår i släktet Heterotis och familjen Melastomataceae. Inga underarter finns listade i Catalogue of Life.